# San Rafael de Atamaica (Venezuela)
Pour les articles homonymes, voir San Rafael.
San Rafael de Atamaica est la capitale de la paroisse civile de San Rafael de Atamaica dans la municipalité de San Fernando dans l'État d'Apure au Venezuela. 